# هيرويوكي ساكاجوتشي
هيرويوكي ساكاجوتشي (باليابانية: 坂口裕之 ) (و. 1965  م) هو لاعب كرة قاعدة ياباني، ولد في مياكونوجو، ميازاكي، شارك في الألعاب الأولمبية الصيفية 1992م.

## روابط خارجية
- هيرويوكي ساكاجوتشي على موقع أوليمبيديا (الإنجليزية)